# جون ريان (لاعب كرة قدم مواليد 1947)
جون ريان (بالإنجليزية: John Ryan)‏ هو لاعب كرة قدم ومدرب كرة قدم بريطاني في مركز الدفاع، ولد في 20 يوليو 1947. لعب مع ستوكبورت كونتي وكامبريدج يونايتد ومانشستر سيتي ونادي أرسنال ونادي تشستر سيتي ونادي فولهام ونادي لوتون تاون.